# Ligamentul talocalcanean interosos
Ligamentul talocalcanean interosos (Ligamentum talocalcaneum interosseum) este un ligament  plat, foarte puternic situat în sinusul tarsului (Sinus tarsi) care se inserează sus în șanțul talusului (Sulcus tali) de unde se îndreaptă oblic în jos și lateral spre șanțul calcaneului (Sulcus calcanei) pe care se termină. Acest  ligament  separă articulația subtalară de cea talocalcaneonaviculară și este cel mai important dintre ligamentele articulații subtalare, atât prin rezistența sa, cât și prin rolul său funcțional. Ligamentul talocalcanean interosos face parte din grupul ligamentelor interosoase ale tarsului și este format din două planuri (fascicule sau lame fibroase): unul posterior și altul anterior. Planul anterior gros este alăturat la fața posterioară a articulații talocalcaneonaviculare. Planul posterior subțire întărește capsula articulații subtalare. Aceste două planuri sunt separate de un țesut  adipos și uneori de o bursă seroasă. Cele două planuri ale acestui ligament sunt net separate, lateral, printr-un fascicul fibros, provenit din retinaculul extensorilor, mai precis din canalul fibros, prin care trec mușchiul extensor lung comun al degetelor (Musculus extensor digitorum longus) și peronierul al treilea (Musculus peroneus tertius). Axul mișcărilor de inversiune (supinație) și eversiune (pronație) a piciorului în articulația subtalară este perpendicular pe fețele ligamentului talocalcanean interosos. Ligamentul talocalcanean interosos este remarcabil din punct de vedere funcțional: în caz de torsiune a piciorului, el se întinde, opunându-se astfel unei accentuări prea exagerate a acestei mișcări; prin aceasta el asigură un grad apreciabil de soliditate și elasticitate a articulației subtalare, favorizând în mod real mersul. 